# Портрет Джана Джакомо Бартолотти, медика из Пармы
«Портрет Джана Джакомо Бартолотти, медика из Пармы», также известный как «Мужской портрет», — картина итальянского живописца Тициана периода Высокого Возрождения, созданная около 1515—1518 гг. Картина находится в коллекции Музея истории искусств в Вене.

## Датировка и описание
По мнению Георга Гронау, картина была создана около 1511 года, поскольку на одной из падуанских фресок есть голова, удивительно похожая по стилю. Музей истории искусств датирует её немного более поздней датой, около 1515 года. Карло Ридольфи видел её около 1648 года в доме Бартоломео делла Наве в Венеции. Работа упоминается за авторством Тициана в Theatrum Pictorium эрцгерцога Леопольда Вильгельма Австрийского в 1660 году.
Натурщиком считается Джан Джакомо Бартолотти (ок. 1491—1530), врач из Пармы, который, как говорят, был врачом Тициана. Отождествление сделано на основании Карло Ридольфи, писавшего в 1648 году:
Altro ne fece del medico suo detto il Parma, di faccia rasa, con chioma canuta a mezza orecchia, ...
"Он создал ещё один [портрет] своего врача, названного "Парма", с выбритым лицом, с белыми волосами длиной до середины ушей".

## Анализ

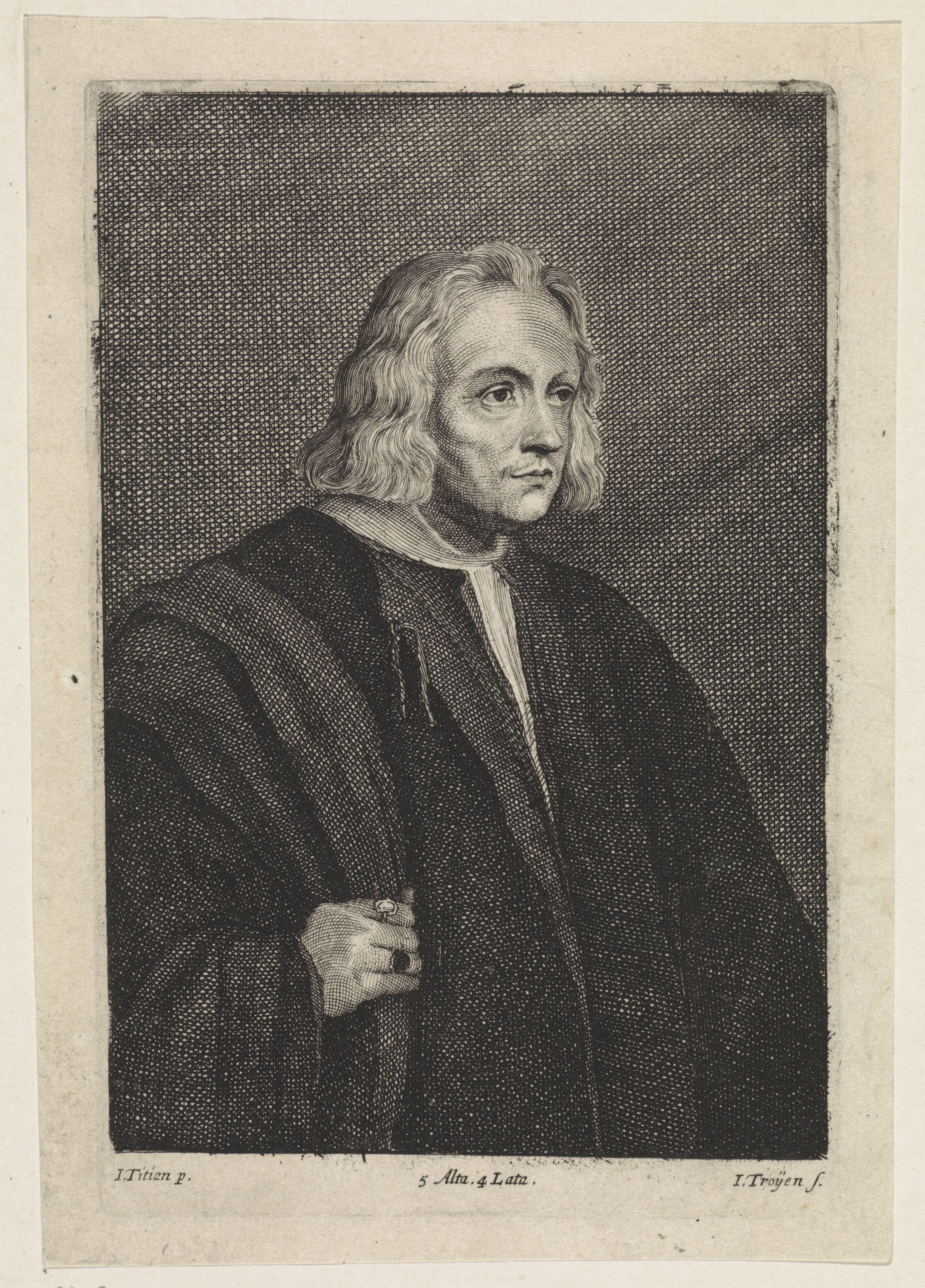
Гравюра Яна ван Тройена по мотивам работы Тициана в «Theatrum Pictorium» (1660)

Гронау отмечает, что сравнение немногих одиночных портретов, относящихся к ранним годам жизни Тициана, позволяет заметить, что в них руки используются как важнейшая характеристика личности. Здесь мощная левая рука сжимает полосу чёрной ткани, свисающую с плеча, — «привычный жест, по которому великого врача можно было узнать издалека», а «глаза устремлены вдаль с сосредоточенным взглядом, несомненно, не менее важная характеристика этого человека».

## Провенанс
- 1636 — вероятно, в коллекции Бартоломео делла Наве в Венеции;
- 1638—1649 — в коллекции Джеймса Гамильтона, 1-го герцога Гамильтона;
- 1660 — в коллекции эрцгерцога Леопольда Вильгельма Австрийского[4].